# 9 października
9 października jest 282. (w latach przestępnych 283.) dniem w kalendarzu gregoriańskim. Do końca roku pozostaje 83 dni.

## Święta
- Imieniny obchodzą: Aaron, Abraham, Arnold, Atanazja, Bogodar, Bogudar, Bożdar, Bożydar, Dionizy, Dionizjusz, Ginter, Guncerz, Gunter, Jan, Ludwik, Piotr, Przedpełk, Sara, Sybilla i Wincenty.
- Azerbejdżan – Święto Armii i Marynarki Wojennej
- Stany Zjednoczone – Dzień Leifa Erikssona
- Uganda – Święto Niepodległości
- Kanada, Stany Zjednoczone – Dzień zapobiegania pożarom
- Międzynarodowe – Światowy Dzień Poczty obchodzony w rocznicę założenia Powszechnego Związku Pocztowego (UPU) w 1874 roku (ustanowione przez Zgromadzenie Ogólne ONZ)[1]
- Polska
  - Dzień Znaczka Pocztowego (od 1956 w rocznicę podpisania konwencji pocztowej w Bernie w 1874)[2]
  - Rozpoczyna się Tydzień Pisania Listów (do 15 października)
- Wspomnienia i święta w Kościele katolickim[3][4][5] obchodzą:
  - Abraham, patriarcha
  - św. Cyryl Bertram i siedmiu towarzyszy (męczennicy)
  - św. Dionizy i towarzysze (w Polsce 10 października)
  - św. Gislen (pustelnik)
  - św. Jan Leonardi (prezbiter)
  - św. Jan Henryk Newman (filipin i kardynał)
  - św. Ludwik Bertrand (dominikanin)
  - bł. Kacper Vaz, bł. Maria Vaz i bł. Jan Roman (męczennicy)
  - bł. Wincenty Kadłubek (biskup)

## Wydarzenia w Polsce

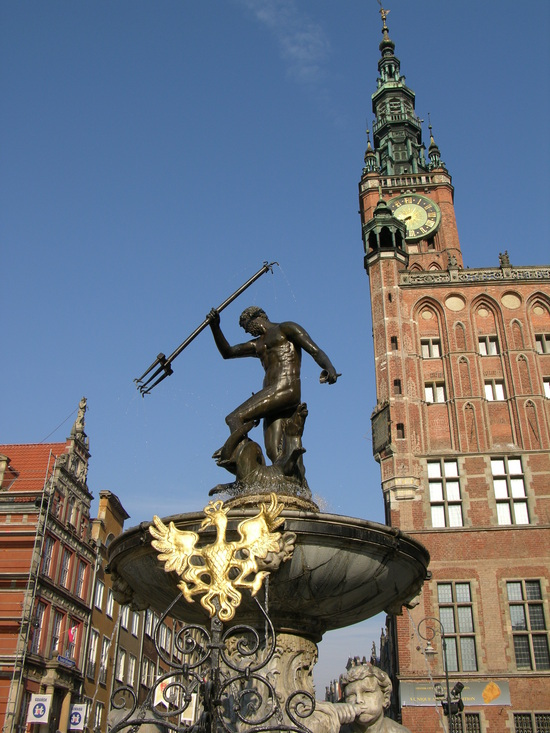
Fontanna Neptuna w Gdańsku

- 1292 – Została podpisana ugoda, na mocy której Władysław Łokietek wraz z bratem Kazimierzem II Łęczyckim zostali zmuszeni zrzeczenia się pretensji do Małopolski i złożenia hołdu lennego królowi Czech Wacławowi II, w zamian za co mogli pozostać przy swych dzierżawach kujawskich.
- 1419 – Papież Marcin V wydał bullę zezwalającą franciszkanom na założenie klasztoru w Gdańsku.
- 1454 – Wojna trzynastoletnia: z powodu problemów finansowych wielki mistrz krzyżacki Ludwig von Erlichshausen zastawił zamki i miasta pruskie wojskom zaciężnym, co umożliwiło w przyszłości ich wykup przez Polskę.
- 1475 – Drukarnia Świętokrzyska we Wrocławiu wydrukowała Statuta synodalia episcoporum Wratislaviensium (łac. Statuty synodalne biskupów wrocławskich; potocznie Statuty Elyana), zawierające pierwsze w historii teksty, jakie zostały wydrukowane w języku polskim.
- 1479 – Na zamku w Nowym Mieście Korczynie wielki mistrz krzyżacki Martin Truchsess von Wetzhausen złożył hołd lenny królowi Kazimierzowi IV Jagiellończykowi.
- 1503 – Wojna polsko-turecka (1485–1503): król Aleksander Jagiellończyk zawarł rozejm z sułtanem Bajazydem II.
- 1550 – Na wieży wrocławskiego ratusza umieszczono zegar z pozytywką.
- 1621 – Zawarto polsko-turecki pokój pod Chocimiem.
- 1626 – Zwycięstwo wojsk polskich nad Tatarami w bitwie pod Białą Cerkwią.
- 1629 – Zwycięstwo wojsk polskich nad Tatarami w bitwie pod Bursztynem.
- 1633 – Uruchomiono Fontannę Neptuna w Gdańsku.
- 1648 – Wojska Wielkiego Księstwa Litewskiego pod dowództwem Janusza Radziwiłła zakończyły oblężenie Pińska.
- 1672 – IV wojna polsko-turecka: hetman Jan Sobieski pokonał Tatarów w bitwie pod Komarnem.
- 1703 – III wojna północna: podczas oblężenia Torunia przez wojska szwedzkie zakończyło się trwające od 24 września katastrofalne, najdotkliwsze w całej historii bombardowanie miasta przez wojska szwedzkie, dowodzone przez króla Karola XII. Akt kapitulacji podpisano 14 października.
- 1796 – Poświęcono bazylikę Narodzenia Najświętszej Maryi Panny i św. Mikołaja w Bielsku Podlaskim.
- 1831 – Powstanie listopadowe: skapitulowała twierdza Modlin.
- 1919 – Wojna polsko-bolszewicka: rozpoczęły się rokowania pokojowe w Mikaszewiczach.
- 1920 – Konflikt polsko-litewski: gen. Lucjan Żeligowski, pozorując niesubordynację wobec Naczelnego Wodza Józefa Piłsudskiego, zajął Wilno i okolice.
- 1939:
  - Ukazał się ostatni numer wydawanego nieprzerwanie przez 118 lat „Kuriera Warszawskiego”.
  - W Dobrczu pod Bydgoszczą Niemcy rozstrzelali ok. 800 osób.
- 1943 – 163 amerykańskie bombowce zbombardowały porty w Gdańsku i Gdyni.
- 1944 – Heinrich Himmler wydał rozkaz całkowitego zburzenia Warszawy.
- 1948 – Tadeusz Bejt, kurier i organizator przerzutów z kraju na Zachód osób ściganych przez służby bezpieczeństwa i rodzin pozostających za granicą oficerów 2. Korpusu Polskiego gen. Władysława Andersa, został porwany ze swego mieszkania w Berlinie, przewieziony do Warszawy i osadzony w więzieniu mokotowskim.
- 1962:
  - 34 osoby zginęły, a 67 zostało rannych w wyniku zderzenia dwóch pociągów pośpiesznych pod Piotrkowem Trybunalskim.
  - W Sandomierzu archeologowie odkryli szachy wykonane z poroża jelenia, pochodzące z XII lub pierwszej połowy XIII wieku.
  - W trakcie defilady wojsk Układu Warszawskiego w Szczecinie polski czołg rozjechał 7 dzieci, a 21 osób ciężko zranił. Kolejne 22 osoby zostały poturbowane w wyniku paniki, jaka wybuchła po wypadku.
- 1966:
  - Na Westerplatte odsłonięto Pomnik Obrońców Wybrzeża, a na Przełęczy Snozka w Pieninach Pomnik ofiar walk wewnętrznych po II Wojnie Światowej autorstwa Władysława Hasiora.
  - W Warszawie zakończył się milenijny Kongres Kultury Polskiej (7–9 października).
  - Została odkryta jaskinia Niebieska Studnia w Tatrach Zachodnich.
- 1975 – W Warszawie podpisano umowę zezwalającą członkom mniejszości niemieckiej na emigrację do RFN, w zamian za zapewnienie przez Bonn świadczeń emerytalnych polskim przymusowym robotnikom w III Rzeszy.
- 1980 – Czesław Miłosz został ogłoszony laureatem literackiej Nagrody Nobla.
- 1989:
  - Premiera filmu Kornblumenblau w reżyserii Leszka Wosiewicza.
  - Prokurator generalny Józef Żyta wystosował do prokuratora generalnego ZSRR Aleksandra Suchariewa wniosek o wszczęcie śledztwa w sprawie zbrodni katyńskiej.
- 1992 – Józef Lassota został prezydentem Krakowa.
- 1995 – Ukazał się album Grzegorza Turnaua To tu, to tam.
- 2005 – Odbyła się I tura wyborów prezydenckich. Do II tury (23 października) przeszli: Donald Tusk (36,33%) i Lech Kaczyński (33,10%).
- 2007 – Na antenie TVP Info ukazało się premierowe wydanie programu informacyjno-publicystycznego Minęła dwudziesta.
- 2011 – Współrządząca Platforma Obywatelska wygrała wybory do Sejmu i Senatu RP.

## Wydarzenia na świecie
- 43 p.n.e. – Wódz rzymski Lucjusz Munacjusz Plankus założył Lugdunum (dzisiejszy Lyon).
- 768 – Karloman i Karol Wielki zostali koronowani na królów frankijskich.
- 1000 – Leif Eriksson dobił do brzegów Winlandii i jako pierwszy znany Europejczyk postawił stopę na ziemi północnoamerykańskiej.
- 1238 – Rekonkwista: król Aragonii Jakub I Zdobywca wyzwolił Walencję spod panowania arabskiego i założył Królestwo Walencji.
- 1264 – Rekonkwista: król Kastylii-Leónu Alfons X Mądry wyzwolił Jerez de la Frontera.
- 1410 – Pierwsza wzmianka o praskim zegarze astronomicznym na Ratuszu staromiejskim.
- 1446 – W Korei opublikowano alfabet hangul.
- 1514 – Król Francji Ludwik XII poślubił Marię Tudor.
- 1518 – Książę holsztyński na Gottorpie i przyszły król Danii i Norwegii Fryderyk I Oldenburg poślubił w Kilonii swą drugą żonę, księżniczkę pomorską Zofię.
- 1531 – Wybuchła II wojna kappelska między katolickimi i protestanckimi kantonami Szwajcarii.
- 1556 – Założono wenezuelskie miasto Mérida.
- 1582 – Ze względu na wprowadzenie kalendarza gregoriańskiego w dniu 4 października, dat od 5 października do 14 października nie było we Francji, Hiszpanii, Italii, Portugalii i Rzeczypospolitej Obojga Narodów.
- 1600 – Irlandzka wojna dziewięcioletnia: nierozstrzygnięta bitwa pod Moyry Pass.
- 1604 – Została zaobserwowana supernowa SN 1604 (Gwiazda Keplera).
- 1610 – II wojna polsko-rosyjska: polskie chorągwie pod dowództwem hetmana Stanisława Żółkiewski wkroczyły na Kreml moskiewski.
- 1635 – Władze Salem w kolonii Massachusetts skazały na banicję pastora Rogera Williamsa, reformatora religijnego, późniejszego założyciela Providence i obrońcę Indian.
- 1651 – Angielski parlament uchwalił Akt Nawigacyjny.
- 1683 – V wojna polsko-turecka: król Jan III Sobieski pokonał Turków w II bitwie pod Parkanami.
- 1695 – II wojna rosyjsko-turecka: wojska rosyjskie zakończyły trzymiesięczne nieudane oblężenie tureckiej twierdzy Azak (Azow).
- 1701 – Założono Uniwersytet Yale.
- 1708 – III wojna północna: pierwsze w historii zwycięstwo wojsk rosyjskich nad szwedzkimi w otwartej bitwie pod Leśną.
- 1717 – Władze burbońskie zlikwidowały uniwersytet w holenderskiej Lleidzie.
- 1725 – Maria Elżbieta Habsburżanka została namiestniczką Niderlandów Austriackich.
- 1760 – Wojna siedmioletnia: wojska rosyjsko-austriackie zdobyły i spaliły Berlin.
- 1771 – Holenderski żaglowiec „Vrouw Maria” zatonął u wybrzeży Finlandii.
- 1776 – Franciszkanin Francisco Palóu założył klasztor Mission San Francisco de Asís, który stał się podwaliną dzisiejszego San Francisco w Kalifornii.
- 1779 – Wojna o niepodległość Stanów Zjednoczonych: w trakcie bitwy pod Savannah został zraniony pociskiem z kartacza gen. Kazimierz Pułaski, w wyniku czego zmarł dwa dni później.
- 1780 – Na Atlantyku uformował się potężny cyklon tropikalny, który w ciągu następnych dni zabił kilkadziesiąt tysięcy osób w rejonie Karaibów.
- 1790 – Leopold II Habsburg został koronowany we Frankfurcie nad Menem na cesarza rzymskiego.
- 1799 – Zatonął brytyjski żaglowiec HMS „Lutine” z 240 osobami na pokładzie i ładunkiem złota wartości 1 200 000 funtów.
- 1803 – W wyniku powodzi wywołanej sztormem na portugalskiej Maderze zginęło 600-1000 osób.
- 1804 – Założono Hobart na Tasmanii.
- 1806 – Wojna Francji z IV koalicją: zwycięstwo wojsk francuskich nad pruskimi w pierwszej podczas konfliktu potyczce pod Schleiz.
- 1807 – Król Prus Fryderyk Wilhelm III wydał edykt znoszący poddaństwo (zaskutkował w 1811–23).
- 1817:
  - Król Niderlandów Wilhelm I założył Uniwersytet w Gandawie.
  - W egipskiej Dolinie Królów odkryto grobowiec KV21.
- 1824 – W Kostaryce zniesiono niewolnictwo.
- 1828 – VIII wojna rosyjsko-turecka: zwycięstwo wojsk rosyjskich w bitwie pod Băilești.
- 1829 – Niemiec Friedrich Parrot i Ormianin Chaczatur Abowian dokonali pierwszego wejścia na Ararat.
- 1831 – Pierwszy prezydent niepodległej Grecji Joanis Kapodistrias zginął w zamachu w Nauplionie.
- 1861 – Wojna secesyjna: zwycięstwo wojsk Unii w bitwie o wyspę Santa Rosa.
- 1864 – Wojna secesyjna: zwycięstwo wojsk Unii w bitwie pod Tom’s Brook.
- 1869 – Amerykański astronom Christian Peters odkrył planetoidę (109) Felicitas.
- 1874 – W szwajcarskim Bernie założono Powszechny Związek Pocztowy.
- 1888 – W Waszyngtonie odsłonięto Pomnik Waszyngtona.
- 1890 – Francuski inżynier i wynalazca Clément Ader odbył 50-metrowy niekierowany lot samolotem o napędzie parowym.
- 1906 – Odbył się pierwszy lot eksperymentalnego niemieckiego sterowca LZ 3.
- 1907 – Carlos Washburn został premierem Peru.
- 1910 – Niemiecki astronom Joseph Helffrich odkrył planetoidę (706) Hirundo.
- 1912 – Uruchomiono komunikację tramwajową we Władywostoku.
- 1913 – Na Atlantyku zapalił się i zatonął płynący z Rotterdamu do Nowego Jorku brytyjski statek pasażerski „Volturno”, w wyniku czego zginęło 136 osób, uratowano 521.
- 1915 – I wojna światowa: wojska niemieckie i austro-węgierskie zajęły Belgrad.
- 1916 – Masatake Terauchi został premierem Japonii.
- 1917 – Fu’ad I został królem Egiptu i Sudanu.
- 1918 – Fiński parlament wybrał księcia Fryderyka Karola Heskiego na dziedzicznego króla Finlandii. Do koronacji nie doszło, a król abdykował 14 grudnia.
- 1919 – Drużyna baseballowa Cincinnati Reds odniosła decydujące piąte zwycięstwo w finałowej World Series nad Chicago White Sox, zostając tym samym po raz pierwszy w swej historii zwycięzcą Major League Baseball. W toku prowadzonego później śledztwa ustalono, że ośmiu zawodników White Sox zostało przekupionych przez hazardzistów (Black Sox Scandal).
- 1920 – W Houilles pod Paryżem pociąg pasażerski jadący do Nantes uderzył w wagony odczepione od pociągu towarowego, w wyniku czego zginęło 47 osób, a ok. 100 zostało rannych.
- 1924 – W Chicago otwarto stadion Soldier Field.
- 1934 – W Marsylii bułgarski nacjonalista Włado Czernozemski zastrzelił króla Jugosławii Aleksandra I Karadziordziewicia i francuskiego ministra spraw zagranicznych Louisa Barthou, po czym został zlinczowany.
- 1936 – Premiera amerykańskiego filmu Romantyczna pułapka w reżyserii Jacka Cinwaya.
- 1941:
  - Naczelny Wódz gen. Władysław Sikorski przemianował 4. Kadrową Brygadę Strzelców na 1. Samodzielną Brygadę Spadochronową.
  - W wojskowym zamachu stanu został obalony prezydent Panamy Arnulfo Arias Madrid. Nowym prezydentem został Ricardo Adolfo de la Guardia Arango.
- 1942 – Wiedeń został sklasyfikowany jako wolny od Żydów („Judenfrei”).
- 1943 – Wojna na Pacyfiku:
  - w Jesselton (Kota Kinabalu) na Borneo wybuchło antyjapońskie powstanie.
  - zwycięstwo wojsk amerykańsko-nowozelandzkich w bitwie o wyspę Vella Lavella (Wyspy Salomona).
- 1945:
  - Kijūrō Shidehara został premierem Japonii.
  - W Wenezueli zniesiono zakaz działalności Partii Komunistycznej.
- 1949 – Otwarto Stadion Partizana w Belgradzie.
- 1950 – Wojna koreańska: w jednej z jaskiń koło miasta Goyang południowokoreańska policja rozpoczęła masakrę komunistów i członków ich rodzin, w trakcie której do 31 października zamordowano co najmniej 153 osoby.
- 1952 – Premiera japońskiego filmu Piętno śmierci w reżyserii Akiry Kurosawy.
- 1960:
  - Abd Allah ibn Chalifa został sułtanem Zanzibaru.
  - Amerykański sekretarz spraw wewnętrznych Fred Seaton wskazał pierwsze 92 Narodowe Pomniki Historyczne.
- 1962 – Uganda uzyskała niepodległość (od Wielkiej Brytanii).
- 1963:
  - Uganda została proklamowana republiką, a pierwszym prezydentem został Edward Mutesa.
  - W wyniku przerwania zapory Vajont we włoskich Alpach zginęło ok. 2 tys. osób.
- 1966 – Indyjska ekspedycja weszła po raz pierwszy na szczyt Tirsuli w Himalajach (7074 m n.p.m.)
- 1967:
  - Premiera filmu Mrożony peppermint w reżyserii Carlosa Saury.
  - W La Higuera w Boliwii został zastrzelony schwytany poprzedniego dnia przez żołnierzy argentyński rewolucjonista Ernesto „Che” Guevara.
- 1968 – 13-letnia Michal Arbel została opuszczona z aparatem fotograficznym przez wąski otwór do Jaskini Patriarchów w Hebronie, stając się pierwszą Żydówką, która odwiedziła to miejsce, po zakazie wstępu dla chrześcijan i żydów wydanym w 1267 roku przez sułtana mameluków Bajbarsa.
- 1970 – Kambodża została proklamowana Republiką Khmerską.
- 1973 – Elvis Presley po 6,5 roku małżeństwa rozwiódł się z Priscillą.
- 1975 – Radziecki naukowiec i dysydent Andriej Sacharow został laureatem Pokojowej Nagrody Nobla.
- 1977:
  - Papież Paweł VI kanonizował maronickiego zakonnika o. Szarbela Makhloufa.
  - Rozpoczęła się załogowa misja kosmiczna Sojuz 25.
- 1981 – We Francji zniesiono karę śmierci.
- 1982 – Palestyńscy terroryści otworzyli ogień do Żydów modlących się w rzymskiej Wielkiej Synagodze; zginęła jedna osoba, 34 zostały ranne.
- 1983 – Kilka minut przed przyjazdem prezydenta Korei Południowej Chun Doo-hwana wybuch bomby podłożonej przez północnokoreańskich agentów zniszczył Muzeum Męczenników w stolicy Birmy Rangunie. Zginęło 4 Birmańczyków i 17 członków delegacji koreańskiej (w tym 4 ministrów), a 46 osób zostało rannych.
- 1985 – Palestyńscy porywacze włoskiego liniowca „Achille Lauro” poddali się władzom egipskim w Port Said, w zamian za gwarancję swobodnego opuszczenia kraju.
- 1986:
  - W Londynie odbyła się premiera musicalu Upiór w operze z muzyką Andrew Lloyd Webbera i librettem Charlesa Harta i Richarda Stilgoe.
  - Wystartowała amerykańska sieć telewizyjna Fox.
- 1988 – Wywieszono flagę litewską na budynku Muzeum Wojska im. Witolda Wielkiego w Kownie.
- 1992:
  - Cheddi Jagan został prezydentem, a Sam Hinds premierem Gujany.
  - Premiera filmu amerykańsko-brytyjsko-francusko-hiszpańskiego filmu 1492. Wyprawa do raju w reżyserii Ridleya Scotta.
  - W stanie Nowy Jork spadł meteoryt Peekskill.
- 1996 – Shahabuddin Ahmed został po raz drugi prezydentem Bangladeszu.
- 1999 – Odbył się ostatni lot amerykańskiego samolotu rozpoznawczo-patrolowego Lockheed SR-71 Blackbird.
- 2001 – Otwarto Most nad Kanałem Sueskim.
- 2004:
  - Hamid Karzaj wygrał pierwsze demokratyczne wybory prezydenckie w Afganistanie.
  - Królowa Elżbieta II dokonała otwarcia nowej siedziby szkockiego parlamentu w Edynburgu.
- 2006:
  - Korea Północna przeprowadziła pierwszą próbną eksplozję nuklearną.
  - Toomas Hendrik Ilves został prezydentem Estonii.
- 2008:
  - Czarnogóra i Macedonia uznały niepodległość Kosowa.
  - Europejski Trybunał Praw Człowieka w Strasburgu oddalił w całości roszczenia majątkowe Powiernictwa Pruskiego wobec Polski.
- 2009:
  - 11 jordańskich i urugwajskich żołnierzy sił pokojowych MINUSTAH zginęło w katastrofie lotniczej na Haiti.
  - 2 polskich żołnierzy zginęło, a 4 zostało rannych, gdy ich pojazd wjechał na przydrożną minę w afgańskiej prowincji Wardak.
  - Co najmniej 52 osoby zginęły, a ponad 100 zostało rannych w wyniku wybuchu samochodu-pułapki w pakistańskim Peszawarze.
  - Prezydent USA Barack Obama został laureatem Pokojowej Nagrody Nobla.
  - W chmurze pyłu powstałej po celowym rozbiciu fragmentu amerykańskiej sondy LCROSS na Księżycu odkryto wodę.
- 2011:
  - Niemiecki kolarz Tony Martin wygrał 1. edycję wieloetapowego wyścigu Dookoła Pekinu.
  - W rumuńskim mieście Kluż-Napoka otwarto stadion Cluj Arena.
- 2012:
  - 15-letnia pakistańska działaczka na rzecz dostępu do edukacji i praw kobiet Malala Yousafzai została postrzelona w głowę i szyję w zamachu przeprowadzonym przez talibów.
  - Czeski bramkarz hokejowy Dominik Hašek ogłosił definitywne zakończenie kariery sportowej.
  - Wojna domowa w Syrii: po dwudniowych walkach rebelianci zajęli strategiczne miasto Ma’arrat an-Numan.
- 2013 – İlham Əliyev został wybrany po raz trzeci na urząd prezydenta Azerbejdżanu.
- 2014 – 47 osób zginęło, a 88 zostało rannych w dwóch zamachach terrorystycznych w stolicy Jemenu, Sanie.
- 2019 – Rozpoczęła się turecka inwazja na północną Syrię.
- 2020 – Wojna w Górskim Karabachu: wojska azerskie odbiły zrujnowane i opuszczone miasto Cəbrayıl, pozostające pod kontrolą Ormian od czasu wojny z lat 1988–1994.
- 2022 – Ubiegający się o reelekcję Alexander Van der Bellen wygrał w pierwszej turze wybory prezydenckie w Austrii.

## Urodzili się
- 1201 – Robert de Sorbon, francuski teolog, fundator Sorbony na Uniwersytecie Paryskim (zm. 1274)
- 1221 – Salimbene, włoski franciszkanin, historyk, kronikarz (zm. ok. 1288)
- 1261 – Dionizy I, król Portugalii (zm. 1325)
- 1328 – Piotr I, król Cypru (zm. 1369)
- 1556 – Kunegunda Jakobina, elektorówna reńska, hrabina Nassau-Dillenburg (zm. 1586)
- 1581 – Claude-Gaspard Bachet, francuski poeta, matematyk (zm. 1638)
- 1623 – Ferdinand Verbiest, flamandzki jezuita, chiński mandaryn (zm. 1688)
- 1693 – Johann Lorenz von Mosheim, niemiecki duchowny luterański, historyk Kościoła (zm. 1755)
- 1704 – Johann Andreas von Segner, niemiecki fizyk, wynalazca, astronom, matematyk, lekarz, botanik (zm. 1777)
- 1709 – Jean-Baptiste de Belloy, francuski duchowny katolicki, arcybiskup Paryża, kardynał (zm. 1808)
- 1713 – Michaił Wołkoński, rosyjski książę, wojskowy, dyplomata (zm. 1788)
- 1721 – Jean-François Oeben, francuski projektant mebli (zm. 1763)
- 1727:
  - Étienne Charles de Loménie de Brienne, francuski duchowny katolicki, polityk (zm. 1794)
  - David Murray, brytyjski arystokrata, polityk (zm. 1796)
- 1735 – Karol Wilhelm, książę Brunszwiku-Lüneburga i Brunszwiku-Wolfenbüttel-Beveren, dowódca wojskowy (zm. 1806)
- 1747 – Francisco Antonio Javier de Gardoqui Arriquíbar, hiszpański kardynał (zm. 1820)
- 1748 – Henryk XXXVIII Reuß zu Köstritz, hrabia Rzeszy, rotmistrz armii pruskiej (zm. 1835)
- 1756 – John Pitt, brytyjski arystokrata, wojskowy, polityk (zm. 1835)
- 1757 – Karol X Burbon, król Francji (zm. 1836)
- 1764 – Piotr Konownicyn, rosyjski generał piechoty (zm. 1822)
- 1766 – Bedřich Diviš Weber, czeski kompozytor, muzykolog (zm. 1842)
- 1771 – Fryderyk Wilhelm, książę Brunszwiku-Lüneburga i Oleśnicy (zm. 1815)
- 1777 – Kasper Bertoni, włoski duchowny katolicki, święty (zm. 1853)
- 1784 – Mikołaj Górski, polski duchowny katolicki, biskup kamieniecki (zm. 1855)
- 1781 – Dionisio de Herrera, środkowoamerykański polityk, prezydent Hondurasu i Nikaragui (zm. 1850)
- 1787 – Clément Villecourt, francuski duchowny katolicki, biskup La Rochelle, kardynał (zm. 1867)
- 1800 – Justyn de Jacobis, włoski duchowny katolicki, misjonarz, dyplomata, święty (zm. 1860)
- 1802 – Niccolò Tommaseo, włoski polityk, pisarz, językoznawca (zm. 1874)
- 1805 – Jan Epstein, polski bankier, przedsiębiorca, filantrop pochodzenia żydowskiego (zm. 1885)
- 1811 – Fryderyka ze Szlezwika-Holsztynu-Sonderburga-Glücksburga, niemiecka arystokratka (zm. 1902)
- 1815 – Jan Kanty Andrusikiewicz, polski pedagog, organista, przywódca powstania chochołowskiego (zm. 1850)
- 1822 – Jacques Antoine Charles Bresse, francuski inżynier, budowniczy dróg i mostów (zm. 1885)
- 1823 – August Wilhelm Hegenscheidt, niemiecki przemysłowiec (zm. 1891)
- 1824:
  - Carlo Ademollo, włoski malarz (zm. 1911)
  - Włodzimierz Wolski, polski prozaik, poeta, librecista, tłumacz (zm. 1882)
- 1825 – Josef Jireček, czeski filolog, etnograf, historyk (zm. 1888)
- 1826:
  - Maksymilian Nowicki, polski zoolog (zm. 1890)
  - Stanisław Polanowski, polski ziemianin, polityk (zm. 1898)
- 1827 – Max Seifriz, niemiecki skrzypek, dyrygent, kapelmistrz, kompozytor (zm. 1885)
- 1830 – Harriet Hosmer, amerykańska rzeźbiarka (zm. 1908)
- 1832 – Elizabeth Chase Allen, amerykańska poetka (zm. 1911)
- 1833 – Eugen Langen, niemiecki inżynier, przemysłowiec, wynalazca (zm. 1895)
- 1834 – Isami Kondō, japoński samuraj (zm. 1868)
- 1835 – Camille Saint-Saëns, francuski kompozytor, dyrygent, pianista, organista (zm. 1921)
- 1838:
  - Walter Buller, nowozelandzki prawnik, polityk, przyodnik, ornitolog (zm. 1906)
  - Tomasz Stadnicki, polski ziemianin, przedsiębiorca, polityk (zm. 1912)
- 1840 – Simeon Solomon, brytyjski malarz pochodzenia żydowskiego (zm. 1905)
- 1841 – Teodor Rygier, polski rzeźbiarz (zm. 1913)
- 1842 – Tycho Tullberg, szwedzki przyrodnik, zoolog, wykładowca akademicki (zm. 1920)
- 1844 – Augusta Joyce Crocheron, amerykańska poetka (zm. 1915)
- 1846:
  - Holger Drachmann, duński prozaik, poeta, malarz (zm. 1908)
  - Maksymilian Gierymski, polski malarz (zm. 1874)
  - Julius Maggi, szwajcarski przedsiębiorca (zm. 1912)
- 1848 – Frank Duveneck, amerykański malarz, rzeźbiarz, grawer, pedagog (zm. 1919)
- 1849 – Agnes von Krusenstjerna, szwedzka pisarka (zm. 1940)
- 1850 – Hermann von Ihering, niemiecki lekarz, zoolog, wykładowca akademicki (zm. 1930)
- 1851 – Franciszek Kamieński, polski botanik, wykładowca akademicki (zm. 1912)
- 1852:
  - Hermann Emil Fischer, niemiecki chemik, wykładowca akademicki, laureat Nagrody Nobla (zm. 1919)
  - Hans Virchow, niemiecki anatom, wykładowca akademicki (zm. 1940)
- 1853 – Adrian Jacobsen, norweski żeglarz, podróżnik, odkrywca, kolekcjoner (zm. 1947)
- 1855:
  - Louis Péringuey, francuski entomolog, muzealnik (zm. 1924)
  - Dawid Wolffsohn, litewski przedsiębiorca, działacz syjonistyczny pochodzenia żydowskiego (zm. 1914)
- 1856:
  - Charles Emerson Beecher, amerykański paleontolog (zm. 1904)
  - Thomas Ewing, australijski polityk (zm. 1920)
- 1859:
  - James Albert Bonsack, amerykański wynalazca (zm. 1924)
  - Alfred Dreyfus, francuski oficer pochodzenia żydowskiego (zm. 1935)
  - Ludwig Noster, niemiecki malarz (zm. 1910)
- 1860 – Natan Seinfeld, austriacki urzędnik kolejowy, polityk pochodzenia żydowskiego (zm. 1924)
- 1863:
  - Albert Charles Seward, brytyjski botanik, geolog, wykładowca akademicki (zm. 1941)
  - Aleksandr Siloti, rosyjski pianista, dyrygent, kompozytor (zm. 1945)
  - Wasilij Wiljams, rosyjski gleboznawca, wykładowca akademicki pochodzenia brytyjskiego (zm. 1939)
- 1864:
  - Henri Le Rond, francuski generał dywizji (zm. 1949)
  - Maud Watson, brytyjska tenisistka (zm. 1946)
- 1870 – Ernst von Dobschütz, niemiecki biblista, krytyk tekstu Nowego Testamentu, wykładowca akademicki (zm. 1934)
- 1871 – Dionizy Wincenty Ramos, hiszpański franciszkanin, męczennik, błogosławiony (zm. 1936)
- 1873:
  - Roger Battaglia, polski prawnik, ekonomista wykładowca akademicki pochodzenia włoskiego (zm. 1950)
  - Carl Flesch, węgierski skrzypek, pedagog (zm. 1944)
  - Karl Schwarzschild, niemiecki fizyk, astronom (zm. 1916)
- 1874 – Nikołaj Roerich, rosyjski malarz, pisarz, podróżnik, archeolog (zm. 1947)
- 1876 – Stanisław Machcewicz, polski pułkownik piechoty (zm. 1938)
- 1878 – Maria Gabriela, księżna Bawarii (zm. 1912)
- 1879:
  - Henryk Czarnecki, polski aktor, dyrektor teatrów (zm. 1947)
  - Max von Laue, niemiecki fizyk, laureat Nagrody Nobla (zm. 1960)
  - Stanisław Słoński, polski językoznawca, slawiata, wykładowca akademicki (zm. 1959)
- 1881:
  - Maurice Hochepied, francuski pływak (zm. 1960)
  - Victor Klemperer, niemiecki pisarz, dziennikarz, filolog, przedsiębiorca pochodzenia żydowskiego (zm. 1960)
- 1883 – Edward Bekier, polski chemik (zm. 1945)
- 1884:
  - Helene Deutsch, polska psychoanalityczka pochodzenia żydowskiego (zm. 1982)
  - Jan Filak, polski urzędnik, działacz narodowy i społeczny (zm. 1932)[6][7]
- 1885:
  - Thor Ericsson, szwedzki piłkarz (zm. 1975)
  - Franciszek Wichert, polski psychiatra, neuropatolog (zm. 1931)
- 1886 – Franz Petrak, austriacki-czeski mykolog, muzealnik (zm. 1973)
- 1888:
  - Nikołaj Bucharin, radziecki polityk, działacz komunistyczny, dziennikarz (zm. 1938)
  - Irving Cummings, amerykański aktor, reżyser, scenarzysta i producent filmowy (zm. 1959)
- 1890:
  - Józef Ferencowicz, polski podpułkownik administracji (zm. 1939)
  - Aimee Semple McPherson, kanadyjsko-amerykańska ewangelistka, założycielka Kościoła Poczwórnej Ewangelii (zm. 1944)
  - Jānis Mediņš, łotewski kompozytor (zm. 1966)
- 1891 – Bohdan Stachlewski, polski pułkownik (zm. 1939)
- 1892 – Harry Dexter White, amerykański ekonomista (zm. 1948)
- 1893:
  - Mário de Andrade, brazylijski pisarz (zm. 1945)
  - Heinrich George, niemiecki aktor (zm. 1946)
- 1894 – Bohdan Górski, polski major piechoty (zm. 1942)
- 1895:
  - Iwan Jumaszew, radziecki admirał (zm. 1972)
  - Félix Lasserre, francuski rugbysta (zm. 1965)
- 1896:
  - Antoni Cwojdziński, polski komediopisarz, aktor, reżyser teatralny (zm. 1972)
  - Wiktor Czysz, polski kapitan obserwator (zm. 1966)
- 1897 – Bonawentura Esteve Flores, hiszpański kapucyn, męczennik, błogosławiony (zm. 1936)
- 1898:
  - Georg von Hantelmann, niemiecki pilot wojskowy, as myśliwski (zm. 1924)
  - Edward Pisula, polski podpułkownik kawalerii, żołnierz AK (zm. 1945)
- 1899:
  - Petrus Beukers, holenderski żeglarz sportowy (zm. 1981)
  - Arthur Studenroth, amerykański lekkoatleta, długodystansowiec (zm. 1992)
- 1900:
  - Harry Bates, amerykański pisarz i wydawca science fiction (zm. 1981)
  - Sylvio Cator, haitański lekkoatleta, skoczek w dal i wzwyż (zm. 1952)
  - Henri Lauvaux, francuski lekkoatleta, długodystansowiec (zm. 1970)
  - Kazimierz Przybyłowski, polski prawnik (zm. 1987)
  - Alastair Sim, szkocki aktor (zm. 1976)
- 1901:
  - Irena Byrska, polska aktorka, reżyserka teatralna, pedagog (zm. 1997)
  - Francis Hyland, amerykański duchowny katolicki, biskup Atlanty (zm. 1968)
- 1902:
  - Jerzy Kreczmar, polski reżyser teatralny, aktor (zm. 1985)
  - Freddie Young, brytyjski operator filmowy (zm. 1998)
- 1903:
  - Mieczysław Honzatko, polski prawnik (zm. 1945)
  - Karel Steklý, czeski reżyser i scenarzysta filmowy (zm. 1987)
- 1904:
  - Janina Romanówna, polska aktorka, reżyserka, pedagog (zm. 1991)
  - Emanuel Szlechter, polski autor tekstów piosenek, kompozytor, wokalista, scenarzysta, reżyser, librecista, satyryk, tłumacz pochodzenia żydowskiego (zm. 1943)
  - Kazimierz Truchanowski, polski pisarz, tłumacz (zm. 1994)
- 1906:
  - Franciszek Bródka, polski piłkarz, trener (zm. 1957)
  - Laurent Casanova, francuski polityk komunistyczny, działacz ruchu oporu (zm. 1972)
  - Sajjid Kutb, egipski filozof, dziennikarz, poeta (zm. 1966)
  - Léopold Sédar Senghor, senegalski poeta, polityk, pierwszy prezydent Senegalu (zm. 2001)
  - Wolfgang Staudte, niemiecki reżyser filmowy (zm. 1984)
- 1907:
  - Jadwiga Domańska, polska aktorka, reżyserka teatralna (zm. 1996)
  - Quintin Hogg, brytyjski arystokrata, prawnik, polityk (zm. 2001)
  - Wacław Jerzewski, polski piłkarz, trener (zm. 1968)
  - Klaes Karppinen, fiński biegacz narciarski (zm. 1992)
  - Jacques Tati, francuski reżyser filmowy, aktor (zm. 1982)
  - Horst Wessel, niemiecki działacz nazistowski (zm. 1930)
- 1908:
  - Jim Folsom, amerykański polityk, gubernator Alabamy (zm. 1987)
  - Werner von Haeften, niemiecki porucznik (zm. 1944)
- 1909:
  - Zbigniew Kopalko, polski reżyser radiowy i teatralny (zm. 1996)
  - Irena Świderska, polska wszechstronna lekkoatletka (zm. 1996)
  - Miguel White, filipiński lekkoatleta, płotkarz (zm. 1942)
- 1910 – Jack Crayston, angielski piłkarz, trener (zm. 1992)
- 1911 – Joe Rosenthal, amerykański fotograf pochodzenia żydowskiego (zm. 2006)
- 1912:
  - Boris Bratczenko, radziecki polityk (zm. 2004)
  - Edmund Burke, polski malarz, grafik (zm. 1999)
- 1913:
  - William Borders, amerykański duchowny katolicki, arcybiskup Baltimore (zm. 2010)
  - Jack Ragland, amerykański koszykarz (zm. 1996)
- 1914 – Josef Hlinomaz, czeski aktor, malarz, ilustrator (zm. 1978)
- 1915:
  - Clifford M. Hardin, amerykański polityk, sekretarz rolnictwa (zm. 2010)
  - Henner Henkel, niemiecki tenisista (zm. 1942)
  - Belva Plain, amerykańska pisarka (zm. 2010)
- 1916 – Zbigniew Kulczycki, polski historyk, polityk (zm. 1982)
- 1917 – Kusuo Kitamura, japoński pływak (zm. 1996)
- 1918:
  - Velma Dunn, amerykańska skoczkini do wody (zm. 2007)
  - Lila Kedrova, francuska aktorka pochodzenia rosyjskiego (zm. 2000)
  - Edgard Pisani, francuski polityk (zm. 2016)
  - Bebo Valdés, kubański pianista, kompozytor (zm. 2013)
- 1919:
  - Irmgard Seefried, niemiecka śpiewaczka operowa (sopran) (zm. 1988)
  - Krystyna Wańkowicz, polska sanitariuszka, żołnierz AK, uczestniczka powstania warszawskiego (zm. 1944)
- 1920:
  - Jens Bjørneboe, norweski pisarz (zm. 1976)
  - Yusef Lateef, amerykański multiinstrumentalista jazzowy, kompozytor (zm. 2013)
  - Jason Wingreen, amerykański aktor (zm. 2015)
- 1921:
  - Michel Boisrond, francuski reżyser filmowy (zm. 2002)
  - Ester Herlitz, izraelska nauczycielka, dyplomatka, polityk (zm. 2016)
  - Jan Kwakszyc, polski rolnik, polityk, poseł na Sejm PRL (zm. 2000)
  - Tadeusz Różewicz, polski poeta, prozaik, dramaturg, scenarzysta (zm. 2014)
- 1922:
  - László Bulcsú, chorwacki językoznawca, poliglota, informatolog, wykładowca akademicki pochodzenia węgierskiego (zm. 2016)
  - Fyvush Finkel, amerykański aktor (zm. 2016)
  - Francesco Rosetta, włoski piłkarz (zm. 2006)
  - Ladislav Rychman, czeski reżyser filmowy (zm. 2007)
- 1923 – Stefan de Julien, polski podporucznik, żołnierz AK, uczestnik powstania warszawskiego (zm. 1944)
- 1924:
  - Alaksandr Aksionau, białoruski polityk, dyplomata (zm. 2009)
  - Kazimierz Błahij, polski dziennikarz, pisarz, publicysta (zm. 1990)
  - Michiel Dudok van Heel, holenderski żeglarz sportowy (zm. 2003)
  - Regina Smendzianka, polska pianistka (zm. 2011)
- 1925 – Marta Becket, amerykańska aktorka, tancerka, malarka (zm. 2017)
- 1926:
  - Stanisław Łojasiewicz, polski matematyk (zm. 2002)
  - Shi Jiuyong, chiński prawnik, sędzia, prezes Międzynarodowego Trybunału Sprawiedliwości (zm. 2022)
- 1927:
  - Barbara Gorzkowska, polska lekkoatletka, sprinterka (zm. 2016)
  - Włodzimierz Lwowicz, polski śpiewak operowy (baryton) (zm. 2002)
  - Jan (Snyczow), rosyjski biskup prawosławny (zm. 1995)
  - Wiesław Wodecki, polski pisarz, dziennikarz, reporter (zm. 2010)
- 1928:
  - Pat O’Connor, amerykański kierowca wyścigowy (zm. 1958)
  - Einojuhani Rautavaara, fiński kompozytor (zm. 2016)
- 1929:
  - Patricio Infante Alfonso, chilijski duchowny katolicki, biskup pomocniczy Santiago de Chile, arcybiskup Antofagasty (zm. 2025)
  - William Gray, amerykański meteorolog (zm. 2016)
  - Vladimír Menšík, czeski aktor (zm. 1988)
  - Sebastião Roque Rabelo Mendes, brazylijski duchowny katolicki, biskup pomocniczy Belo Horizonte (zm. 2020)
  - Teresa Szmigielówna, polska aktorka (zm. 2013)
- 1930:
  - Andrzej Glass, polski inżynier, historyk lotnictwa, konstruktor lotniczy, pilot szybowcowy, harcmistrz
  - Wiesław Gołas, polski aktor, artysta kabaretowy, piosenkarz (zm. 2021)
  - Jerzy Rusek, polski językoznawca, slawista, bułgarysta i macedonista, wykładowca akademicki (zm. 2015)
- 1931:
  - Peter-Paul Heinemann, szwedzki lekarz, naukowiec pochodzenia niemieckiego (zm. 2003)
  - Leo Schwarz, niemiecki duchowny katolicki, biskup pomocniczy Trewiru (zm. 2018)
- 1932:
  - Colin Clark, brytyjski pisarz, filmowiec (zm. 2002)
  - Jan Flinik, polski hokeista na trawie (zm. 2017)
  - Józef Konieczny, polski aktor (zm. 2007)
  - Gene LeBell, amerykański judoka, wrestler, kaskader filmowy (zm. 2022)
  - Judy Tyler, amerykańska aktorka (zm. 1957)
- 1933:
  - Eryk Adamczyk, polski prawnik, lekarz weterynarii (zm. 2022)
  - Tadeusz Kosarewicz, polski scenograf filmowy (zm. 2014)
  - Peter Mansfield, brytyjski fizyk, laureat Nagrody Nobla (zm. 2017)
  - Ján Sokol, słowacki duchowny katolicki, arcybiskup metropolita bratysławsko-trnawski
- 1934:
  - Jill Conway, amerykańsko-australijska pisarka, wykładowczyni akademicka (zm. 2018)
  - Harald Grønningen, norweski biegacz narciarski (zm. 2016)
  - Abdullah Ibrahim, południowoafrykański pianista i kompozytor jazzowy
  - Adolf Koxeder, austriacki bobsleista
  - Jacobo Majluta Azar, dominikański polityk, wiceprezydent i prezydent Dominikany (zm. 1996)
- 1935:
  - Paul Channon, brytyjski polityk (zm. 2007)
  - Edward Windsor, książę Kentu
  - Don McCullin, brytyjski fotoreporter
  - Jouko Nordell, fiński kierowca wyścigowy i rajdowy (zm. 2018)
  - Tadeusz Siwek, polski siatkarz, trener (zm. 1997)
  - Andrzej Wiktor Sokołowski, polski ekonomista, wykładowca akademicki (zm. 2017)
- 1936:
  - Sverre Andersen, norweski piłkarz, bramkarz, trener (zm. 2016)
  - Brian Blessed, brytyjski aktor
  - Nicole Croisille, francuska aktorka (zm. 2025)
  - Edmond Keosajan, ormiański reżyser filmowy (zm. 1994)
  - Agnieszka Osiecka, polska poetka, pisarka, autorka tekstów piosenek, dziennikarka, reżyserka teatralna i telewizyjna (zm. 1997)
  - Mirosław Owoc, polski profesor nauk prawnych
- 1937:
  - Georgijs Gusarenko, łotewski piłkarz, trener
  - Tadeusz Kiełpiński, polski siatkarz (zm. 1973)
  - Jerzy Maria Nowak, polski dyplomata
  - David Prophet, brytyjski kierowca wyścigowy (zm. 1981)
  - Andrzej Targowski, polsko-amerykański informatyk, wykładowca akademicki
  - Peter Zbinden, szwajcarski kierowca wyścigowy
- 1938:
  - Humberto Donoso, chilijski piłkarz (zm. 2000)
  - Heinz Fischer, austriacki polityk, prezydent Austrii
  - Gyula Rákosi, węgierski piłkarz, trener
  - Olga Szabó-Orbán, rumuńska florecistka (zm. 2022)
- 1939:
  - Nicholas Grimshaw, brytyjski architekt
  - O.V. Wright, amerykański wokalista (zm. 1980)
- 1940:
  - John Lennon, brytyjski muzyk, kompozytor, autor tekstów, wokalista, aktywista społeczny, pisarz, aktor, członek zespołów: The Beatles, The Plastic Ono Band, The Dirty Mac i The Quarrymen (zm. 1980)
  - Walerij Nosik, rosyjski aktor (zm. 1995)
- 1941:
  - Giancarlo Bercellino, włoski piłkarz
  - Deogratias Muganwa Byabazaire, ugandyjski duchowny katolicki, biskup Hoimy (zm. 2014)
  - Trent Lott, amerykański polityk, senator
  - Maria Romanowska, polska działaczka opozycji antykomunistycznej (zm. 2007)
  - Chucho Valdés, kubański pianista, członek zespołu Irakere
- 1942:
  - Claude Desama, belgijski i waloński samorządowiec, polityk
  - Szukri Ghanim, libijski polityk, premier Libii (zm. 2012)
  - Janisław Muszyński, polski inżynier, przedsiębiorca, polityk, wojewoda wrocławski (zm. 2020)
  - Michael Palmer, amerykański pisarz (zm. 2013)
- 1943:
  - Dianne Burge, australijska lekkoatletka, sprinterka (zm. 2024)
  - Renato Cappellini, włoski piłkarz
  - S. Barry Cooper, brytyjski matematyk, wykładowca akademicki, działacz komunistyczny (zm. 2015)
  - Bolesław Izydorczyk, polski generał dywizji, dyplomata (zm. 2024)
- 1944:
  - Antonio Arias, chilijski piłkarz
  - John Entwistle, brytyjski muzyk, członek zespołu The Who (zm. 2002)
  - Francis Girod, francuski reżyser filmowy (zm. 2006)
  - Jung Hong-won, południowokoreański prawnik, polityk, premier Korei Południowej
  - Dionýz Szögedi, słowacki lekkoatleta, sprinter (zm. 2020)
- 1945:
  - Naftali Bon, kenijski lekkoatleta, sprinter i średniodystansowiec (zm. 2018)
  - Nikon (Liolin), amerykański duchowny prawosławny, arcybiskup Bostonu i Nowej Anglii (zm. 2019)
- 1946 – Andrzej Hauptman, polski duchowny ewangelicki (zm. 1998)
- 1947:
  - France Gall, francuska piosenkarka (zm. 2018)
  - Isaac Ikhouria, nigeryjski bokser
  - Jacques Jouet, francuski poeta, dramaturg, eseista, artysta
  - Rita Wilden, niemiecka lekkoatletka, sprinterka
- 1948:
  - Jackson Browne, amerykański wokalista, gitarzysta, kompozytor
  - Ciaran Carson, irlandzki poeta, tłumacz (zm. 2019)
  - Ludwika Chewińska, polska lekkoatletka, kulomiotka
  - Oliver Hart, brytyjski ekonomista, laureat Nagrody Banku Szwecji im. Alfreda Nobla w dziedzinie ekonomii
  - Paul LePage, amerykański polityk, gubernator stanu Maine
  - Stanisław Rogala, polski poeta, prozaik
- 1949:
  - Czesław Bilski, polski tancerz, choreograf (zm. 1993)
  - Roelf de Boer, holenderski menedżer, polityk
  - Shera Danese, amerykańska aktorka
  - Aline Hanson, polityk z Saint-Martin (zm. 2017)
  - Ludmyła Janukowycz, ukraińska pierwsza dama
  - Elżbieta Katolik, polska lekkoatletka, sprinterka, płotkarka i biegaczka średniodystansowa (zm. 1983)
  - Wojciech Morawski, polski perkusista, członek zespołu Perfect
  - Rod Temperton, brytyjski kompozytor (zm. 2016)
  - Magda Umer, polska piosenkarka, reżyserka teatralna i estradowa
- 1950:
  - Andrzej Fogtt, polski malarz, grafik, rzeźbiarz
  - Vasile Iordache, rumuński piłkarz, bramkarz, trener
  - Marc Millecamps, belgijski piłkarz
  - Gil Antônio Moreira, brazylijski duchowny katolicki, arcybiskup Juiz de Fora
  - Peter Neumair, niemiecki zapaśnik
  - Krzysztof Stroiński, polski aktor
  - Jody Williams, amerykańska działaczka społeczna, laureatka Pokojowej Nagrody Nobla
- 1951:
  - Richard Chaves, amerykański aktor
  - Canísio Klaus, brazylijski duchowny katolicki, biskup Sinop
  - Serge Racine, haitański piłkarz
  - Maciej Radziejewski, polski gitarzysta bluesowy, kompozytor
  - Ryszard Rynkowski, polski piosenkarz, kompozytor, pianista, aktor
- 1952:
  - Andrew George, brytyjski polityk, dyplomata, gubernator Anguilli
  - Egidijus Jarašiūnas, litewski prawnik, polityk, sędzia TSUE
  - Pierre Jolivet, francuski aktor, reżyser filmowy
  - Jan F. Lewandowski, polski historyk, filmoznawca, dziennikarz, publicysta (zm. 2015)
  - Sharon Osbourne, brytyjska aktorka, osobowość telewizyjna, menedżerka muzyczna pochodzenia żydowskiego
  - Dennis Stratton, brytyjski gitarzysta, członek zespołów: Remus Down Boulevard, Iron Maiden, Lionheart i Praying Mantis
- 1953:
  - Jerome Anderson, amerykański koszykarz (zm. 2009)
  - René N’Djeya, kameruński piłkarz
  - Janusz Opryński, polski reżyser teatralny, menedżer kultury, autor adaptacji
  - Hank Pfister, amerykański tenisista
  - Helmut Roleder, niemiecki piłkarz, bramkarz
  - Tony Shalhoub, amerykański aktor pochodzenia libańskiego
  - Stanisław Zybowski, polski gitarzysta, kompozytor, członek zespołu Budka Suflera (zm. 2001)
- 1954:
  - Scott Bakula, amerykański aktor
  - Daniel Gisiger, szwajcarski kolarz szosowy i torowy
  - Eugeniusz Korin, polski reżyser teatralny i filmowy, producent teatralny, tłumacz, pedagog pochodzenia rosyjskiego
  - Christina Simon, austriacka wokalistka, autorka tekstów, kompozytorka
  - József Varga, węgierski piłkarz
  - Jacek Woźniak, polski malarz, rysownik
- 1955:
  - Linwood Boomer, kanadyjski aktor, reżyser, scenarzysta i producent filmowy i telewizyjny
  - Jerzy Ciechanowicz, polski pisarz, publicysta, historyk, archeolog, podróżnik, tłumacz (zm. 1999)
  - Steve Ovett, brytyjski lekkoatleta, średniodystansowiec
  - Krzysztof Sujka, polski kolarz szosowy i torowy
  - Andrzej Szczytko, polski aktor, reżyser teatralny (zm. 2021)
  - Piotr Uszok, polski samorządowiec, prezydent Katowic
  - Karel Večeřa, czeski piłkarz, trener
- 1956:
  - Nessa Childers, irlandzka polityk
  - Ivan Nielsen, duński piłkarz, trener
  - Robert Reed, amerykański pisarz science fiction
  - Imangali Tasmagambetow, kazachski polityk, premier Kazachstanu
- 1957:
  - Peter Casey, irlandzki przedsiębiorca, polityk
  - Marcelo Crivella, brazylijski pastor ewangelikalny, wokalista gospel, inżynier, polityk, burmistrz Rio de Janeiro
  - Witali Daraselia, gruziński piłkarz pochodzenia megrelskiego (zm. 1982)
  - Ini Kamoze, jamajski wokalista reggae
  - Raúl Martín, argentyński duchowny katolicki, biskup Santa Rosa
  - Tadeusz Patalita, polski samorządowiec, polityk, poseł na Sejm RP
  - Eugeniusz (Rieszetnikow), rosyjski biskup prawosławny
  - Jurij Usaczow, rosyjski inżynier-mechanik, kosmonauta
- 1958:
  - Jurij Bojko, ukraiński polityk
  - Al Jourgensen, amerykański muzyk, kompozytor, wokalista, członek zespołów Ministry, Revolting Cocks i Lard
  - Alan Nunnelee, amerykański polityk (zm. 2015)
  - Michael Paré, amerykański aktor, piosenkarz, model, kucharz
- 1959:
  - Alfredo Layne, panamski bokser (zm. 1999)
  - Bill Lee, amerykański polityk, gubernator stanu Tennessee
  - Boris Niemcow, rosyjski polityk pochodzenia żydowskiego (zm. 2015)
  - Giorgio Vanzetta, włoski biegacz narciarski
  - Rudolf Voderholzer, niemiecki duchowny katolicki, biskup Ratyzbony
- 1960:
  - Ottavio Dantone, włoski dyrygent, klawesynista
  - Kenny Garrett, amerykański saksofonista jazzowy
  - José Mazuelos Pérez, hiszpański duchowny katolicki, biskup Wysp Kanaryjskich
  - Piero Poli, włoski wioślarz
- 1961:
  - Julian Bailey, brytyjski kierowca wyścigowy
  - Gyula Hajszán, węgierski piłkarz
  - Wolfgang Knaller, austriacki piłkarz, bramkarz
  - Stéphane Sanseverino, francuski piosenkarz pochodzenia włoskiego
- 1962:
  - Jorge Burruchaga, argentyński piłkarz, trener
  - Peter Elliott, brytyjski lekkoatleta, średniodystansowiec
  - Jerzy Engelking, polski prokurator
  - Durs Grünbein, niemiecki poeta, eseista, tłumacz
  - Bogdan Lisiecki, polski ekonomista, menedżer, przedsiębiorca, polityk, senator RP
  - Paul Radisich, nowozelandzki kierowca wyścigowy
- 1963:
  - Samia Djémaa, algierska lekkoatletka, oszczepniczka
  - Salvador González Marco, hiszpański piłkarz, trener
  - Jacek Kościelniak, polski polityk, poseł na Sejm RP
  - Leszek Miętek, polski maszynista, związkowiec
- 1964:
  - Guillermo del Toro, meksykański reżyser, scenarzysta i producent filmowy
  - Marek Tukiendorf, polski chemik (zm. 2019)
  - Bogusław Ziętek, polski związkowiec, polityk
- 1965:
  - Dionicio Cerón, meksykański lekkoatleta, długodystansowiec
  - Simon de La Brosse, francuski aktor (zm. 1998)
- 1966:
  - Lúcio Antunes, kabowerdyjski piłkarz, trener
  - David Cameron, brytyjski polityk, premier Wielkiej Brytanii
  - Sylfest Glimsdal, norweski biathlonista
  - José Rico Pavés, hiszpański duchowny katolicki, biskup pomocniczy Getafe
  - Olaf Zinke, niemiecki łyżwiarz szybki
- 1967:
  - Carling Bassett, kanadyjska tenisistka
  - Curt Clausen, amerykański lekkoatleta, chodziarz
  - Artur Davis, amerykański polityk
  - Eddie Guerrero, meksykański wrestler (zm. 2005)
  - Gheorghe Popescu, rumuński piłkarz, menedżer
- 1968:
  - Isabel García Tejerina, hiszpańska polityk
  - René Hannemann, niemiecki bobsleista
  - Zbigniew Łuczyński, polski dziennikarz i prezenter telewizyjny
- 1969:
  - Simon Fairweather, australijski łucznik
  - Dariusz Gęsior, polski piłkarz
  - PJ Harvey, brytyjska piosenkarka
  - Torsten May, niemiecki bokser
  - Steve McQueen, brytyjski reżyser i scenarzysta filmowy
  - Ogün Temizkanoğlu, turecki piłkarz
- 1970:
  - Kenny Anderson, amerykański koszykarz
  - Carmen Daniela Dan, rumuńska polityk
  - Steve Jablonsky, amerykański kompozytor pochodzenia polsko-japońskiego
  - Annika Sörenstam, szwedzka golfistka
  - Stephen Wright, brytyjski Duchowny katolicki, biskup pomocniczy Birmingham
  - Mohamed Youssef, egipski piłkarz
- 1971:
  - Robert Grzeszczak, polski hokeista na trawie, trener
  - Radosław Jasiński, polski piłkarz
  - Alexandre Joly, francuski duchowny katolicki, biskup Troyes
  - Jesper Kristensen, duński piłkarz
  - Leszek Piksa, polski hokeista
- 1972:
  - (lub 8 października) Terry Balsamo, amerykański gitarzysta, członek zespołów Limp Bizkit, Cold i Evanescence
  - Elżbieta Cherezińska, polska pisarka, teatrolog
  - Pierluigi Orlandini, włoski piłkarz
  - Michał Grabowski, polski zoolog, hydrobiolog, biolog ewolucyjny, wykładowca akademicki
  - Etan Patz, amerykański chłopiec, ofiara porwania (uznany za zmarłego w 2001)
  - Monika Stanny, polska ekonomistka, geograf, wykładowczyni akademicka
- 1973:
  - Erin Daniels, amerykańska aktorka
  - Fabio Lione, włoski wokalista, członek zespołów: Rhapsody of Fire, Vision Divine i Angra
  - Carlos Pavón, honduraski piłkarz
  - Halina Pilch, polska lekkoatletka, sprinterka
- 1974:
  - Keith Booth, amerykański koszykarz, trener
  - Kieren Hutchison, nowozelandzki aktor
  - Maciej Małecki, polski urzędnik państwowy
  - Ling Tang, malezyjska modelka
  - Ołeksandr Wołyneć, ukraiński pływak
- 1975:
  - René Nsi Akoué, gaboński piłkarz
  - Sean Lennon, brytyjski piosenkarz, muzyk, aktor
  - Aneta Łoś, polska judoczka
  - Mark Viduka, australijski piłkarz pochodzenia chorwacko-ukraińskiego
- 1976:
  - Dariusz Działek, polski didżej, producent muzyczny, rugbysta, przedsiębiorca
  - Jason Morgan, kanadyjski hokeista, trener
  - Nick Swardson, amerykański aktor, scenarzysta i producent filmowy
- 1977:
  - Rushmi Chakravarthi, indyjska tenisistka
  - Mehmet Dragusha, albański piłkarz
  - Karin Elharrar, izraelska polityk
  - Yaki Kadafi, amerykański raper
  - Aleksiej Smirnow, rosyjski tenisista stołowy
  - Petri Vehanen, fiński hokeista, bramkarz
- 1978:
  - Nicky Byrne, irlandzki muzyk, wokalista, członek zespołu Westlife
  - Juan Dixon, amerykański koszykarz
  - Tarek El-Sayed, egipski piłkarz
  - Oscar Ewolo, kongijski piłkarz
  - Kristian Kolby, duński kierowca wyścigowy
  - Kristy Kowal, amerykańska pływaczka pochodzenia polskiego
  - Emma McClarkin, brytyjska polityk, eurodeputowana
  - Lee McConnell, brytyjska lekkoatletka, sprinterka
  - Andrea McEwan, australijska aktorka, piosenkarka
  - Sven Simon, niemiecki prawnik, polityk, eurodeputowany
  - Randy Spelling, amerykański aktor
  - Anna Turley, brytyjska polityk
- 1979:
  - Erzsébet Csézi, węgierska piosenkarka
  - Bartosz Łęczycki, polski harmonijkarz, pedagog
  - Chris O’Dowd, irlandzki aktor, komik
  - Tina Lipicer-Samec, słoweńska siatkarka
  - Marek Rączka, polski hokeista, bramkarz, trener
  - Brandon Routh, amerykański aktor
  - Gonzalo Sorondo, urugwajski piłkarz
- 1980:
  - Jahja Muhammad Abu Tabich, jordański zapaśnik
  - Filip Bobek, polski aktor
  - Ibrahim Fazeel, malediwski piłkarz
  - Jorge Santiago, brazylijski zawodnik MMA
  - Henrik Zetterberg, szwedzki hokeista
- 1981:
  - Zachery Ty Bryan, amerykański aktor
  - Gaël Givet, francuski piłkarz
  - Tad Hilgenbrink, amerykański aktor
  - Ryōichi Maeda, japoński piłkarz
  - Darius Miles, amerykański koszykarz
  - Rafał Murawski, polski piłkarz
  - Dawid Przybyszewski, polski koszykarz
  - Urška Žolnir, słoweńska judoczka
- 1982:
  - Teresa Dobija, polska lekkoatletka, skoczkini w dal
  - Colin Donnell, amerykański aktor, piosenkarz
  - Łukasz Dziedzic, polski wokalista, aktor musicalowy
  - Fahid Ben Khalfallah, tunezyjski piłkarz
  - Kong Yingchao, chińska biathlonistka
  - Modeste M’Bami, kameruński piłkarz (zm. 2023)
  - António Mendonça, angolski piłkarz
  - Oh Se-jong, południowokoreański łyżwiarz szybki, specjalista short tracku
  - Travis Rice, amerykański snowboardzista
- 1983:
  - Gethin Anthony, brytyjski aktor
  - Stephen Gionta, amerykański hokeista
  - Daniel Górak, polski tenisista stołowy
  - Andreea Imre, rumuńska lekkoatletka, tyczkarka
  - Jang Mi-ran, południowokoreańska sztangistka
  - Tatjana Łysienko, rosyjska lekkoatletka, młociarka
  - Fundo Mhura, szkocki piłkarz pochodzenia malawijskiego
- 1984:
  - Husajn Fadil Ali, kuwejcki piłkarz
  - Mike Day, amerykański kolarz BMX
  - Valentina Fiorin, włoska siatkarka
  - Marie Kondo, japońska gospodyni programów telewizyjnych, pisarka
  - Lo Kwan Yee, hongkoński piłkarz
  - Djamel Mesbah, algierski piłkarz
  - James Naka, salomoński piłkarz
  - Emilio Rentería, wenezuelski piłkarz
  - Tempa T, brytyjski raper
  - Kelvin Yondani, tanzański piłkarz
- 1985:
  - Tomasz Drzyzga, polski siatkarz
  - David Plummer, amerykański pływak
  - Lukas Sinkiewicz, niemiecki piłkarz pochodzenia polskiego
- 1986:
  - Juan Esteban Arango, kolumbijski kolarz torowy i szosowy
  - Irina Gordiejewa, rosyjska lekkoatletka, skoczkini wzwyż
  - Jessica Hewitt, kanadyjska łyżwiarka szybka, specjalistka short tracku
  - Derek Holland, amerykański baseballista
  - Laure Manaudou, francuska pływaczka
  - David Phelps, amerykański baseballista
- 1987:
  - Ildar Amirow, kirgiski piłkarz
  - Craig Brackins, amerykański koszykarz
  - Samantha Murray, brytyjska tenisistka
  - Andreas Olsen, farerski piłkarz
  - Henry Walker, amerykański koszykarz
  - David Weaver, amerykański koszykarz
- 1988:
  - Frank Hassell, amerykański koszykarz
  - Starling Marte, dominikański baseballista
  - Blessing Okagbare, nigeryjska lekkoatletka, sprinterka, trójskoczkini i skoczkini w dal
- 1989:
  - Darxia Morris, amerykańska koszykarka
  - Liborio Sánchez, meksykański piłkarz, bramkarz
  - Anna Wessman, szwedzka lekkoatletka, oszczepniczka
- 1990:
  - Josh Booth, australijski wioślarz
  - Kevin Kampl, słoweński piłkarz
  - Jake Lamb, amerykański baseballista
  - Ivan Runje, chorwacki piłkarz
  - Jusuf as-Sulajman, kuwejcki piłkarz
  - Cedrik-Marcel Stebe, niemiecki tenisista
  - Marcus Willis, brytyjski tenisista
- 1991:
  - Aron Chmielewski, polski hokeista
  - Andy Delort, algierski piłkarz
  - Thomas Fraser-Holmes, australijski pływak
  - Laura García, argentyńska zapaśniczka
  - Ołeksandr Łypowy, ukraiński koszykarz
  - Yūsuke Minagawa, japoński piłkarz
  - Ludvig Öhman, szwedzki piłkarz
  - Eliezer Sherbatov, izraelski hokeista
  - Nicholas West, amerykański siatkarz
- 1992:
  - Edina Begić, bośniacka siatkarka
  - Jerian Grant, amerykański koszykarz
  - Eduardo Lima, wenezuelski piłkarz, bramkarz
  - Caleb Ndiku, kenijski lekkoatleta, długodystansowiec
  - Danica Radenković, serbska siatkarka
  - Tyler James Williams, amerykański aktor, raper, piosenkarz
  - Bongani Zungu, południowoafrykański piłkarz
- 1993:
  - Ani Amiraghian, ormiańska tenisistka
  - Chusien Chałmurzajew, rosyjski judoka
  - Lauren Davis, amerykańska tenisistka
  - Robin Quaison, szwedzki piłkarz pochodzenia ghańskiego
  - Wesley So, filipińsko-amerykański szachista
  - Jonathan Williams, walijski piłkarz
- 1994:
  - Michał Bryl, polski siatkarz plażowy
  - Christos Donis, grecki piłkarz
  - Jodelle Ferland, kanadyjska aktorka
  - Aleksandra Jegdić, serbska siatkarka
  - Nadira Ait Oumghar, algierska siatkarka
- 1995:
  - Chuba Akpom, angielski piłkarz pochodzenia nigeryjskiego
  - Jakub Dyjas, polski tenisista stołowy
  - Alfred Mugabo, rwandyjski piłkarz
  - Kenny Tete, holenderski piłkarz
- 1996:
  - Jacob Batalon, amerykański aktor pochodzenia filipińskiego
  - Henrik Christiansen, norweski pływak
  - Jared Donaldson, amerykański tenisista
  - Bella Hadid, amerykańska modelka pochodzenia palestyńsko-holenderskiego
  - Zdeněk Kolář, czeski tenisista
  - Julia Simon, francuska biathlonistka
  - Peter Wilson, liberyjski piłkarz
  - Skolim, polski piosenkarz
- 1997:
  - Ryan Choi, hongkoński florecista
  - Daniela Macías, peruwiańska badmintonistka
  - Roneisha McGregor, jamajska lekkoatletka, sprinterka
  - Angelica Moser, szwajcarska lekkoatletka, tyczkarka
- 1998:
  - Patson Daka, zambijski piłkarz
  - Weronika Wołodko, polska siatkarka
- 1999:
  - Nick Itkin, amerykański florecista
  - Aprocius Petrus, namibijski piłkarz
- 2000:
  - Théo Arribagé, francuski tenisista
  - Coline Devillard, francuska gimnastyczka
  - Abner González, portorykański kolarz szosowy
  - Dmitrij Raszewski, rosyjski hokeista
- 2001:
  - Kristers Dardzāns, łotewski siatkarz
  - Piotr Jędraszczyk, polski piłkarz ręczny
- 2002 – Ben Shelton, amerykański tenisista
- 2003:
  - Marcus Birkemose, duński żużlowiec
  - Moe Kiyooka, japońska zapaśniczka
- 2004 – Theodor Andrei, rumuński piosenkarz

## Zmarli
- 680 – Święty Gislen, pustelnik, założyciel klasztoru (ur. ?)
- 1047 – Klemens II, papież (ur. 1005)
- 1199 – Bobo, włoski kardynał (ur. ?)
- 1251 – Jolanta, królewna węgierska, królowa aragońska (ur. 1219)
- 1253 – Robert Grosseteste, angielski duchowny katolicki, franciszkanin, biskup Lincoln, filozof, teolog (ur. ok. 1175)
- 1264 – Jan z Łobdowa, polski franciszkanin konwentualny, teolog, mistyk, kaznodzieja (ur. ok. 1215)
- 1267 – Otton III, margrabia Brandenburgii (ur. 1215)
- 1273 – Elżbieta Bawarska, królowa Niemiec (ur. ok. 1227)
- 1311 – (między 11 października a tym dniem) Tudur Hen, arystokrata (ur. ?)
- 1326 – Renald I, hrabia Geldrii (ur. ok. 1255)
- 1390 – Jan I, król Kastylii i Leónu (ur. 1358)
- 1413 – Mikołaj Wigandi z Krakowa, polski duchowny katolicki, teolog, prawnik (ur. ?)
- 1430 – Jan Železný, czeski duchowny katolicki, biskup Litomyšla, administrator diecezji ołomunieckiej i archidiecezji praskiej, biskup Vác, kardynał (ur. ok. 1360)
- 1436 – Jakobina Bawarska, hrabina Hainaut oraz Holandii i Zelandii (ur. 1401)
- 1476 – Stefan V Ślepy, władca Serbii, święty prawosławny (ur. 1417)
- 1531 – Paolo Butigella, włoski dominikanin, inkwizytor (ur. 1475)
- 1537 – Hans Cranach, niemiecki malarz (ur. 1513)
- 1555 – Justus Jonas, niemiecki humanista, geolog, działacz reformacji (ur. 1493)
- 1562 – Gabrielle Falloppio, włoski anatom, chirurg, botanik (ur. 1523)
- 1580 – Immanuel Tremellius, włoski uczony protestancki, tłumacz biblii pochodzenia żydowskiego (ur. 1510)
- 1581 – Ludwik Bertrand, hiszpański dominikanin, święty (ur. 1526)
- 1587 – Decio Azzolini, włoski kardynał (ur. 1549)
- 1597 – Yoshiaki Ashikaga, japoński siogun (ur. 1537)
- 1604 – Ludwik IV, landgraf Hesji-Marburg (ur. 1537)
- 1609 – Jan Leonardi, włoski duchowny katolicki, święty (ur. 1541)
- 1646 – Baltazar Karol Habsburg, książę Asturii, Girony, Montblanc, Viany, pan na Balaguer, następca tronu Portugalii i Hiszpanii (ur. 1629)
- 1653 – Lucrezia Marinella, włoska poetka (ur. 1571)
- 1667 – Mario Balassi, włoski malarz (ur. 1604)
- 1688 – Claude Perrault, francuski lekarz, architekt (ur. 1613)
- 1690 – Henry FitzRoy, angielski arystokrata (ur. 1663)
- 1708 – Olimpia Mancini, francuska arystokratka (ur. 1638)
- 1709 – Barbara Palmer, angielska arystokratka (ur. 1641)
- 1718 – Richard Cumberland, angielski filozof (ur. 1631/1632)
- 1743:
  - Franciszek Borzęcki, polski szlachcic, polityk (ur. ?)
  - Václav Vavřinec Reiner, czeski malarz, rysownik, freskant (ur. 1689)
- 1749 – Luís da Cunha, portugalski dyplomata, polityk (ur. 1662)
- 1771:
  - Jan Klemens Branicki, polski szlachcic, miecznik wielki koronny, hetman polny koronny, hetman wielki koronny, wojewoda krakowski (ur. 1689)
  - Claes Ekeblad, szwedzki hrabia, polityk (ur. 1708)
- 1772 – Christian Jacobsen Drakenberg, duński weteran wojenny (ur. 1626)
- 1785 – Wojciech Węgliński, polski szlachcic, pułkownik, polityk (ur. 1713)
- 1793 – Jean Joseph Marie Amiot, francuski jezuita, misjonarz, uczony (ur. 1718)
- 1797 – Eliasz ben Salomon Zalman, litewski rabin, matematyk, talmudysta, kabalista, przeciwnik chasydyzmu (ur. 1720)
- 1799 – Pierre Joseph Georges Pigneau de Behaine, francuski duchowny katolicki, biskup, dyplomata (ur. 1741)
- 1802 – Ferdynand I, książę Parmy (ur. 1751)
- 1807 – Michaił Chieraskow, rosyjski pisarz (ur. 1733)
- 1811 – Filippo Casoni, włoski kardynał (ur. 1733)
- 1820 – Barbara Mickiewicz, matka Adama (ur. ?)
- 1823 – Jan Gorczyczewski, polski poeta, tłumacz (ur. 1751)
- 1824 – Jonathan Dayton, amerykański polityk (ur. 1760)
- 1831 – Joanis Kapodistrias, grecki polityk, pierwszy prezydent Grecji (ur. 1776)
- 1841 – Karl Friedrich Schinkel, niemiecki malarz, architekt, urbanista, projektant (ur. 1781)
- 1844 – Gabriel Bergson, polski kupiec pochodzenia żydowskiego (ur. 1790)
- 1848 – Jean Falba, francuski marszałek polny (ur. 1766)
- 1864 – Rudolf Keyser, norweski historyk (ur. 1803)
- 1867:
  - Ignacy Dobrzyński, polski pianista, kompozytor, dyrygent, pedagog (ur. 1807)
  - Abraham Mapu, żydowski pisarz tworzący w języku hebrajskim (ur. 1808)
- 1876 – Soter Rozbicki, polski humorysta, facecjonista, przedsiębiorca rozrywkowy (ur. 1823)
- 1887 – Ludwik Jabłonowski, polski poeta, pamiętnikarz, polityk (ur. 1810)
- 1888 – Anthony Musgrave, brytyjski administrator kolonialny (ur. 1828)
- 1889 – Maximilian Leidesdorf, austriacki psychiatra (ur. 1818)
- 1890 – Alfred Vogel, niemiecki pediatra, wykładowca akademicki (ur. 1829)
- 1893:
  - Zygmunt Kozłowski, polski ziemianin, przedsiębiorca, polityk (ur. 1831)
  - Dionýz Štúr, słowacki geolog, paleontolog (ur. 1827)
- 1894 – Henry Grey, brytyjski arystokrata, polityk (ur. 1802)
- 1896:
  - Jan Kubary, polski podróżnik, etnograf, przyrodnik (ur. 1846)
  - Władysław Przedpełski, polski tancerz, pedagog (ur. 1839)
  - Gaetano de Ruggiero, włoski kardynał (ur. 1816)
- 1897 – Jan Heemskerk, holenderski polityk, premier Holandii (ur. 1818)
- 1900:
  - John Crichton-Stuart, szkocki arystokrata, przemysłowiec (ur. 1843)
  - Heinrich von Herzogenberg, austriacki baron, kompozytor, dyrygent (ur. 1843)
  - Najden Gerow, bułgarski folklorystsa, poeta, publicysta, działacz oświatowy (ur. 1823)
- 1901:
  - Paul Burani, francuski pisarz, aktor, tekściarz, librecista (ur. 1845)
  - Robert Hartig, niemiecki leśnik, mykolog, wykładowca akademicki (ur. 1839)
- 1904 – Wiktor Brodzki, polski rzeźbiarz (ur. 1826)
- 1906:
  - Joseph Glidden, amerykański farmer, wynalazca (ur. 1813)
  - Adelaide Ristori, włoska aktorka (ur. 1822)
- 1907 – William Lindsay Windus, brytyjski malarz (ur. 1822)
- 1908 – Józef Montwiłł-Mirecki, polski działacz socjalistyczny, przywódca Organizacji Bojowej PPS (ur. 1879)
- 1910:
  - Elzéar Abeille de Perrin, francuski entomolog, prawnik (ur. 1843)
  - Franciszek Żmurko, polski malarz (ur. 1859)
- 1913 – Jan Gaweł, polski prawnik, adwokat, polityk (ur. ok. 1844)
- 1914 – Georges de la Nézière, francuski lekkoatleta, średniodystansowiec, konstruktor, żołnierz (ur. 1878)
- 1915 – Józef Deskur, polski malarz, rysownik (ur. 1861)
- 1916 – Bronisław Gustawicz, polski krajoznawca, taternik, przyrodnik (ur. 1852)
- 1917:
  - Antoni Doroszewski, polski fizykochemik, wykładowca akademicki (ur. 1869)
  - Josyp Fołys, ukraiński duchowny greckokatolicki, działacz społeczny i polityczny (ur. 1862)
  - Husajn Kamil, sułtan Egiptu i Sudanu (ur. 1853)
  - William Victor Trevor Rooper, brytyjski pilot wojskowy, as myśliwski (ur. 1897)
- 1918:
  - Lynn Campbell, kanadyjski pilot wojskowy, as myśliwski (ur. 1896)
  - Raymond Duchamp-Villon, francuski rzeźbiarz (ur. 1876)
- 1920 – Selma Krongold, polska śpiewaczka operowa (sopran) pochodzenia żydowskiego (ur. 1861)
- 1923:
  - Szmuel Cwi Hirsz Danziger, polski rabin (ur. 1856)
  - Piotr Koreywo, polski generał dywizji (ur. 1857)
- 1924:
  - Walerij Briusow, rosyjski poeta, prozaik (ur. 1873)
  - Jake Daubert, amerykański baseballista (ur. 1884)
  - Ernő Emil Moravcsik, węgierski psychiatra, wykładowca akademicki (ur. 1858)
  - Lin Shu, chiński poeta, prozaik, malarz (ur. 1852)
- 1925:
  - Jan Gnatowski, polski duchowny katolicki, pisarz, publicysta (ur. 1850)
  - Hugo Preuß, niemiecki prawnik, wykładowca akademicki, polityk (ur. 1860)
- 1926:
  - Arthur Acland, brytyjski polityk (ur. 1847)
  - Josias von Heeringen, niemiecki generał pułkownik (ur. 1850)
  - Antonina Radwan, polska aktorka, śpiewaczka (ur. 1853 lub 62)
- 1927:
  - Józef Bałaban, polski nauczyciel, encyklopedysta, działacz polityczny (ur. 1857)
  - João Marques de Oliveira, portugalski malarz, pedagog (ur. 1853)
- 1929 – Adam Lisowski, białoruski duchowny katolicki, działacz narodowy (ur. 1884)
- 1930 – Niels Andersen, duński strzelec sportowy (ur. 1867)
- 1931:
  - Atanazy (Mironescu), rumuński biskup prawosławny (ur. 1856)
  - Antal Stašek, czeski adwokat, pisarz (ur. 1843)
- 1932:
  - Aleksander Dąmbski, polski ziemianin, polityk (ur. 1868)
  - Karl Fazer, fiński przedsiębiorca, strzelec sportowy pochodzenia szwajcarskiego (ur. 1866)
- 1934 – Ofiary prześladowań religijnych w Hiszpanii:
  - Anicet Adolf, hiszpański lasalianin, męczennik, święty (ur. 1912)
  - August Andrzej, hiszpański lasalianin, męczennik, święty (ur. 1910)
  - Benedykt od Jezusa, hiszpański lasalianin, męczennik, święty (ur. 1910)
  - Beniamin Julian, hiszpański lasalianin, męczennik, święty (ur. 1908)
  - Cyryl Bertram, hiszpański lasalianin, męczennik, święty (ur. 1888)
  - Innocenty od Niepokalanego Poczęcia, hiszpański pasjonista, męczennik, święty (ur. 1887)
  - Julian Alfred, hiszpański lasalianin, męczennik, święty (ur. 1902)
  - Marcin Józef, hiszpański lasalianin, męczennik, święty (ur. 1900)
  - Wiktorian Pius, hiszpański lasalianin, męczennik, święty (ur. 1905)
- 1934:
  - Louis Barthou, francuski polityk, premier Francji, minister spraw zagranicznych (ur. 1862)
  - Włado Czernozemski, bułgarski nacjonalista, zamachowiec (ur. 1897)
  - Aleksander I Karadziordziewić, król Jugosławii (ur. 1888)
  - Witold Koziełł-Poklewski, polski ziemianin, polityk, poseł na Sejm Ustawodawczy (ur. 1883)
  - Bronisław Karol Sikorski, polski prawnik, generał brygady (ur. 1880)
- 1935:
  - Gustaf Adolf Boltenstern, szwedzki jeździec sportowy (ur. 1861)
  - Czesław Kossobudzki, polski działacz socjalistyczny, samorządowiec (ur. 1873)
  - Pierre Nommesch, luksemburski duchowny katolicki, biskup ordynariusz luksemburski (ur. 1864)
  - Archibald Thorburn, szkocki malarz, ilustrator (ur. 1860)
- 1936:
  - Carl Peter Hermann Christensen, duński kat państwowy (ur. 1869)
  - Aleksiej Janiszewski, rosyjski i bułgarski neurolog, psychiatra, wykładowca akademicki (ur. 1873)
  - Alejandro Korn, argentyński lekarz, filozof, polityk pochodzenia niemieckiego (ur. 1860)
  - Friedrich von Oppeln-Bronikowski, niemiecki pisarz, tłumacz (ur. 1873)
- 1937:
  - Ernest Ludwik, ostatni wielki książę Hesji i Renu (ur. 1868)
  - Gieorgij Mołczanow, radziecki komisarz bezpieczeństwa państwowego, polityk (ur. 1897)
  - Frans Schraven, holenderski duchowny katolicki, lazarysta, misjonarz, biskup, Sługa Boży (ur. 1873)
- 1939:
  - Stanisław Dunin-Borkowski, polski przyrodnik, etnograf, pedagog (ur. 1901)
  - Anna Elisa Tuschinski, niemiecka nauczycielka, esperantystka pochodzenia polskiego (ur. 1841)
- 1940 – Ludwik Bergson, polski przedsiębiorca, filantrop, działacz społeczny pochodzenia żydowskiego (ur. 1863)
- 1941:
  - Helen Morgan, amerykańska piosenkarka, aktorka (ur. 1900)
  - Flahont Wałyniec, białoruski polityk, poseł na Sejm RP (ur. 1878)
- 1942:
  - Símun av Skarði, farerski poeta, polityk, autor słów do hymnu Wysp Owczych (ur. 1872)
  - Antoni Szymański, polski duchowny katolicki, wykładowca akademicki (ur. 1881)
- 1943:
  - Walter F. Lineberger, amerykański polityk (ur. 1883)
  - Marian Panczyszyn, ukraiński lekarz, polityk (ur. 1882)
  - Stanisław Thiel, polski pułkownik piechoty (ur. 1881)
  - Pieter Zeeman, holenderski fizyk, wykładowca akademicki, laureat Nagrody Nobla (ur. 1865)
- 1944:
  - Aleksander Janowski, polski urzędnik, podróżnik, pionier krajoznastwa (ur. 1866)
  - Zbigniew Pietrzyk, polski oficer AL (ur. 1925)
  - Wiktor Zborowski, rosyjski generał major (ur. 1889)
- 1945 – Jan Węgrowski, polski bokser (ur. 1910)
- 1946:
  - Frank Castleman, amerykański lekkoatleta, sprinter i płotkarz, trener (ur. 1877)
  - Alfons Jabłoński, polski major piechoty, działacz podziemia antykomunistycznego (ur. 1899)
- 1949:
  - Manuel Losada Pérez de Nenin, hiszpański malarz (ur. 1865)
  - Gheorghe Mironescu, rumuński dyplomata, polityk, premier Rumunii (ur. 1874)
  - Rudolf Pavlu, austriacki funkcjonariusz i polityk nazistowski (ur. 1902)
- 1950:
  - Nicolai Hartmann, niemiecki filozof, logik, historyk filozofii, wykładowca akademicki (ur. 1882)
  - Demetrio Herrera Sevillano, panamski poeta (ur. 1902)
  - Stanisław Szeptycki, polski hrabia, generał broni, polityk, minister spraw wojskowych, szef Sztabu Generalnego WP, prezes PCK (ur. 1867)
  - Dimitri Uznadze, gruziński psycholog, pedagog (ur. 1886)
- 1951 – Ödön Nádas, węgierski piłkarz, trener (ur. 1891)
- 1952 – Armin Tschermak, austriacki fizjolog, wykładowca akademicki (ur. 1870)
- 1954 – Robert Houghwout Jackson, amerykański prawnik, prokurator generalny i sędzia Sądu Najwyższego (ur. 1892)
- 1955:
  - Karl Bolle, niemiecki pilot wojskowy, as myśliwski (ur. 1893)
  - Theodor Innitzer, austriacki duchowny katolicki, arcybiskup Wiednia, kardynał (ur. 1875)
  - Georg Placzek, czeski fizyk jądrowy pochodzenia żydowskiego (zm. 1905)
- 1956:
  - Marie Doro, amerykańska aktorka (ur. 1882)
  - Edward Kłoniecki, polski nauczyciel, poeta (ur. 1890)
- 1957:
  - Lucjan Bornstaedt, polski podpułkownik piechoty (ur. 1891)
  - Herminia Naglerowa, polska pisarka, publicystka (ur. 1890)
- 1958:
  - Charles Van Den Bussche, belgijski żeglarz sportowy (ur. 1876)
  - Pius XII, papież (ur. 1876)
- 1959:
  - Shirō Ishii, japoński lekarz, mikrobiolog, generał porucznik, zbrodniarz wojenny (ur. 1892)
  - Li Jishen, chiński generał, polityk (ur. 1885)
  - Henry Tizard, brytyjski chemik, matematyk, wykładowca akademicki (ur. 1885)
- 1960:
  - Stanisław Ćwikowski, polski prawnik, polityk, poseł na Sejm Ustawodawczy (ur. 1877)
  - Charles Delporte, belgijski szpadzista (ur. 1893)
  - Chalifa ibn Harub, sułtan Zanzibaru (ur. 1879)
- 1962:
  - Ferdinand Schaal, niemiecki generał (ur. 1889)
  - Milan Vidmar, słoweński energetyk, szachista (ur. 1885)
- 1963:
  - Mieczysław Burhardt, polski komandor porucznik (ur. 1887)
  - Tadeusz Ignarowicz, polski major, lekarz, piłkarz (ur. 1899)
  - Stanisław Nowicki, polski pułkownik dyplomowany artylerii (ur. 1897)
- 1965 – Gilbert Colgate, amerykański bobsleista (ur. 1899)
- 1966 – Fiodor Astachow, radziecki marszałek lotnictwa (ur. 1892)
- 1967:
  - Gordon Allport, amerykański psycholog (ur. 1897)
  - Ernesto Guevara, argentyński lekarz, rewolucjonista (ur. 1928)
  - Cyril Hinshelwood, brytyjski chemik, laureat Nagrody Nobla (ur. 1897)
  - André Maurois, francuski pisarz (ur. 1885)
  - Joseph Pilates, niemiecki sportowiec, twórca systemy ćwiczeń Pilates (ur. 1883)
  - Edith Storey, amerykańska aktorka (ur. 1892)
- 1970:
  - Jerzy Ciesielski, polski inżynier budownictwa, wykładowca akademicki, czcigodny Sługa Boży (ur. 1929)
  - Józefa Lis-Błońska, polska działaczka społeczna i niepodległościowa (ur. 1902)
  - Edmond Michelet, francuski polityk, działacz Akcji Katolickiej, Sługa Boży (ur. 1899)
- 1972:
  - Miriam Hopkins, amerykańska aktorka (ur. 1902)
  - Voldemārs Johans Skaistlauks, łotewski generał (ur. 1892)
- 1973:
  - James Fitzpatrick, amerykański rugbysta (ur. 1892)
  - Franz Petrak, austriacko-czeski mykolog, muzealnik (ur. 1886)
  - Jiří Štaidl, czeski autor tekstów piosenek, producent muzyczny (ur. 1943)
  - Rosetta Tharpe, amerykańska piosenkarka (ur. 1915)
- 1974:
  - Friedrich Kerr, austriacki piłkarz, trener (ur. 1892)
  - Artur Nacht-Samborski, polski malarz (ur. 1898)
  - Oskar Schindler, niemiecki przemysłowiec (ur. 1908)
- 1975 – Julia Brystiger, polska funkcjonariuszka aparatu bezpieczeństwa PRL, polityk pochodzenia żydowskiego (ur. 1902)
- 1976:
  - Charles Gerhard, amerykański generał (ur. 1895)
  - Walter Warlimont, niemiecki generał (ur. 1894)
- 1977 – Zdzisław Maklakiewicz, polski aktor (ur. 1927)
- 1978:
  - Pawieł Antokolski, rosyjski poeta (ur. 1896)
  - Jacques Brel, belgijski piosenkarz, bard, kompozytor, aktor (ur. 1929)
- 1979:
  - John Carver Meadows Frost, brytyjski projektant samolotów (ur. 1915)
  - Ernest Harper, brytyjski lekkoatleta, długodystansowiec (ur. 1902)
- 1980 – Bolesław Bronisław Duch, polski generał dywizji (ur. 1896)
- 1981:
  - František Fadrhonc, czeski trener piłkarski (ur. 1914)
  - Julio Libonatti, argentyńsko-włoski piłkarz (ur. 1901)
- 1982 – Anna Freud, austriacko-brytyjska psychoanalityk (ur. 1895)
- 1983 – Lee Bum-suk, południowokoreański polityk (ur. 1925)
- 1984 – Olgierd Gołdyński, polski fotograf (ur. 1921)
- 1985:
  - Ludo Coeck, belgijski piłkarz (ur. 1955)
  - Emilio Medici, brazylijski polityk, prezydent Brazylii (ur. 1905)
- 1986 – Harald Reinl, niemiecki reżyser filmowy (ur. 1908)
- 1987 – William Murphy, amerykański fizyk, laureat Nagrody Nobla (ur. 1892)
- 1988:
  - Jackie Milburn, angielski piłkarz (ur. 1924)
  - Felix Wankel, niemiecki mechanik, wynalazca (ur. 1902)
- 1989:
  - Ernst Andersson, szwedzki piłkarz, trener (ur. 1909)
  - Sven Israelsson, szwedzki biegacz narciarski, kombinator norweski (ur. 1920)
- 1990:
  - Géza Ottlik, węgierski pisarz, tłumacz (ur. 1912)
  - Boris Paiczadze, gruziński piłkarz, trener (ur. 1915)
  - Georges de Rham, szwajcarski matematyk (ur. 1903)
  - Lars Thörn, szwedzki żeglarz sportowy (ur. 1904)
- 1991 – Iwan Klimow, radziecki polityk (ur. 1903)
- 1992:
  - Weselin Beszewliew, bułgarski historyk, filolog (ur. 1900)
  - Jędrzej Giertych, polski polityk, dyplomata, publicysta (ur. 1903)
- 1993 – Göta Pettersson, szwedzka gimnastyczka (ur. 1926)
- 1994 – Rolf Thiele, austriacki reżyser filmowy (ur. 1918)
- 1995:
  - Alec Douglas-Home, brytyjski polityk, dyplomata, premier Wielkiej Brytanii (ur. 1903)
  - Zygfryd Kowalski, polski duchowny katolicki, biskup pomocniczy chełmiński (ur. 1910)
  - Kukrit Pramoj, tajski polityk, premier Tajlandii (ur. 1911)
- 1996 – Věra Hrochová, czeska historyk, bizantynolog, mediewistka (ur. 1933)
- 1997 – Nikita Bubnowski, radziecki polityk (ur. 1907)
- 1998:
  - Ryszard Lindenberg, polski muzyk, twórca programów i filmów muzycznych (ur. 1921)
  - Władysław Siedlecki, polski prawnik (ur. 1911)
  - Anatol Vieru, rumuński kompozytor, dyrygent, muzykolog (ur. 1926)
- 1999:
  - João Cabral de Melo Neto(inne języki), brazylijski poeta (ur. 1920)
  - Milt Jackson, amerykański wibrafonista jazzowy (ur. 1923)
  - Aleksandr Makarow, rosyjski konstruktor rakiet (ur. 1906)
  - Nicole Pasquier, francuska polityk (ur. 1930)
- 2000:
  - David Dukes, amerykański aktor (ur. 1945)
  - Charles Hartshorne, amerykański filozof, teolog (ur. 1897)
  - Lajos Kocsis, węgierski piłkarz (ur. 1947)
- 2001:
  - Władimir Danilewicz, rosyjski twórca filmów animowanych (ur. 1924)
  - Herbert Ross, amerykański reżyser i producent filmowy (ur. 1927)
- 2002:
  - Carlo Lievore, włoski lekkoatleta, oszczepnik (ur. 1937)
  - Bruno O’Ya, estoński aktor, pisarz, piosenkarz (ur. 1933)
  - Aileen Wuornos, amerykańska prostytutka, seryjna morderczyni (ur. 1956)
- 2004 – Maxime Faget, amerykański inżynier, konstruktor statków kosmicznych (ur. 1921)
- 2005:
  - Sergio Cervato, włoski piłkarz, trener (ur. 1929)
  - Marian Stamm, polski fotograf (ur. 1911)
  - Waldemar Wróblewski, polski kompozytor, aranżer (ur. 1959)
- 2006:
  - Cezariusz Chrapkiewicz, polski aktor (ur. 1934)
  - Marek Grechuta, polski piosenkarz, poeta, kompozytor, malarz (ur. 1945)
  - Danièle Huillet, francuska reżyserka filmowa (ur. 1936)
  - Paul Hunter, angielski snookerzysta (ur. 1978)
  - Renata Kossobudzka, polska aktorka (ur. 1921)
- 2008 – Gidget Gein, amerykański basista, członek zespołu Marilyn Manson (ur. 1969)
- 2009:
  - Jacques Chessex, szwajcarski pisarz (ur. 1934)
  - Wiaczesław Iwankow, rosyjski gangster (ur. 1940)
  - Walentin Nikołajew, rosyjski piłkarz, trener (ur. 1921)
  - Horst Szymaniak, niemiecki piłkarz (ur. 1934)
- 2010:
  - Maurice Allais, francuski inżynier, ekonomista, laureat Nagrody Banku Szwecji im. Alfreda Nobla w dziedzinie ekonomii (ur. 1911)
  - Olgierd Narkiewicz, polski lekarz, anatom, neuroanatom (ur. 1925)
- 2011 – Pawieł Karielin, rosyjski skoczek narciarski (ur. 1990)
- 2012:
  - Kenneth Bartholomew, amerykański łyżwiarz szybki (ur. 1920)
  - Paddy Roy Bates, brytyjski oficer, założyciel Księstwa Sealandu (ur. 1921)
  - Kenny Rollins, amerykański koszykarz (ur. 1923)
- 2013:
  - Norma Bengell, brazylijska aktorka (ur. 1935)
  - Wilfried Martens, belgijski i flamandzki polityk, premier Belgii (ur. 1936)
  - Milan Matulović, serbski szachista (ur. 1935)
  - Edmund Niziurski, polski pisarz, autor książek dla młodzieży (ur. 1925)
  - Chopper Read, australijski pisarz, raper (ur. 1954)
- 2014:
  - John Boles, amerykański duchowny katolicki, biskup pomocniczy Bostonu (ur. 1930)
  - Václav Burian, czeski prozaik, poeta, publicysta, tłumacz (ur. 1959)
  - Jadwiga Korbasińska, polska koszykarka (ur. 1946)
- 2015:
  - Ben Abraham, brazylijski dziennikarz, pisarz (ur. 1924)
  - Ryszard Bissinger, polski piłkarz ręczny (ur. 1952)
  - Geoffrey Howe, brytyjski polityk (ur. 1926)
  - Koopsta Knicca, amerykański raper (ur. 1975)
- 2016:
  - Mamadou Dembelé, malijski lekarz, polityk, premier Mali (ur. 1934)
  - Hieronim Hurnik, polski astronom, fizyk (ur. 1919)
  - David Konstant, brytyjski duchowny katolicki, biskup Leeds (ur. 1930)
  - Zara Nutley, brytyjska aktorka (ur. 1926)
  - Aaron Pryor, amerykański bokser (ur. 1955)
  - Andrzej Wajda, polski reżyser filmowy i teatralny (ur. 1926)
- 2017:
  - Armando Calderón Sol, salwadorski polityk, prezydent Salwadoru (ur. 1948)
  - Kim Bo-ae, południowokoreańska aktorka, modelka, poetka (ur. 1951)
  - Tadeusz Maszkiewicz, polski architekt (ur. 1930)
  - Bill Puterbaugh, amerykański kierowca wyścigowy (ur. 1936)
  - Jean Rochefort, francuski aktor (ur. 1930)
  - Hanna Szczepanowska, polska żołnierz AK, uczestniczka powstania warszawskiego (ur. 1929)
  - Jerzy Jacek Tomczak, polski dziennikarz, tłumacz, reżyser i scenarzysta filmowy (ur. 1934)
  - József Tóth, węgierski piłkarz (ur. 1929)
- 2018:
  - Jerzy Bogdan Kos, polski lekarz, poeta, działacz społeczny (ur. 1931)
  - Thomas Steitz, amerykański biochemik, biofizyk molekularny, laureat Nagrody Nobla (ur. 1940)
  - Edward Szymanek, polski duchowny katolicki, biblista, przełożony generalny Towarzystwa Chrystusowego dla Polonii Zagranicznej (ur. 1933)
- 2019:
  - Thomas Flanagan, amerykański duchowny katolicki, biskup pomocniczy San Antonio (ur. 1930)
  - Andrés Gimeno, hiszpański tenisista (ur. 1937)
  - Waldemar Starosta, polski duchowny nowoapostolski, biskup Kościoła Nowoapostolskiego w Polsce (ur. 1955)
  - Jan Szyszko, polski leśnik, profesor nauk leśnych, nauczyciel akademicki, polityk, poseł na Sejm RP, minister środowiska (ur. 1944)
  - Louis-Christophe Zaleski-Zamenhof, polski inżynier-konstruktor, esperantysta (ur. 1925)
- 2020:
  - Pierre Kezdy, amerykański wokalista i basista punkrockowy (ur. 1962)
  - Cecil Thiré, brazylijski aktor (ur. 1943)
- 2021:
  - Abolhasan Banisadr, irański ekonomista, polityk, prezydent Iranu (ur. 1933)
  - Keitarō Hoshino, japoński bokser (ur. 1969)
  - Raymond Odierno, amerykański generał, szef sztabu United States Army (ur. 1954)
- 2022:
  - Leszek Biały, polski nauczyciel, polityk, poseł na Sejm RP (ur. 1940)
  - Jurij Dehteriow, ukraiński piłkarz (ur. 1948)
  - Henryk Komuniewski, polski kolarz szosowy (ur. 1934)
  - Bruno Latour, francuski antropolog, socjolog, filozof nauki (ur. 1947)
  - Eileen Ryan, amerykańska aktorka (ur. 1927)
- 2023:
  - Chuck Feeney, amerykański przedsiębiorca (ur. 1931)
  - Gerhard Grimmer, niemiecki biegacz narciarski (ur. 1943)
  - Ireneusz Kania, polski tłumacz, poliglota, eseista, ezoteryk (ur. 1940)
  - Jorge Lavelli, argentyński reżyser operowy i teatralny (ur. 1932)
  - Vilém Mandlík, czeski lekkoatleta, sprinter (ur. 1936)
  - Mauro Morelli, brazylijski duchowny katolicki, biskup Duque de Caxias (ur. 1935)
  - Zbigniew Szczurek, polski prawnik, sędzia (ur. 1932)
- 2024:
  - George Baldock, grecki piłkarz (ur. 1993)
  - Dieter Burdenski, niemiecki piłkarz (ur. 1950)
  - Andrzej Lewiński, polski endokrynolog, profesor nauk medycznych (ur. 1953)
  - Adam Łaszyn, polski prawnik, dziennikarz prasowy, specjalista public relations (ur. 1967)
  - Hadriaan van Nes, holenderski wioślarz (ur. 1942)
  - Aleksandr Puczkow, rosyjski lekkoatleta, płotkarz (ur. 1957)
  - Leif Segerstam, fiński dyrygent, kompozytor (ur. 1944)
  - Ratan Tata, indyjski przedsiębiorca, prezes Tata Motors (ur. 1937)